# Абант (приятел на Персей)
Вижте пояснителната страница за други значения на Абант.
Абант (на старогръцки: Ἄβας, Ἄβαντος, Abas) e приятел на Персей.
По време на банкета при сватбата на Персей с Андромеда започнала борба между привържениците на Персей и тези на Финей. Абас убува с меч Пелатес.